# Bågskytten (skulptur)
För andra betydelser, se Skytten (olika betydelser).

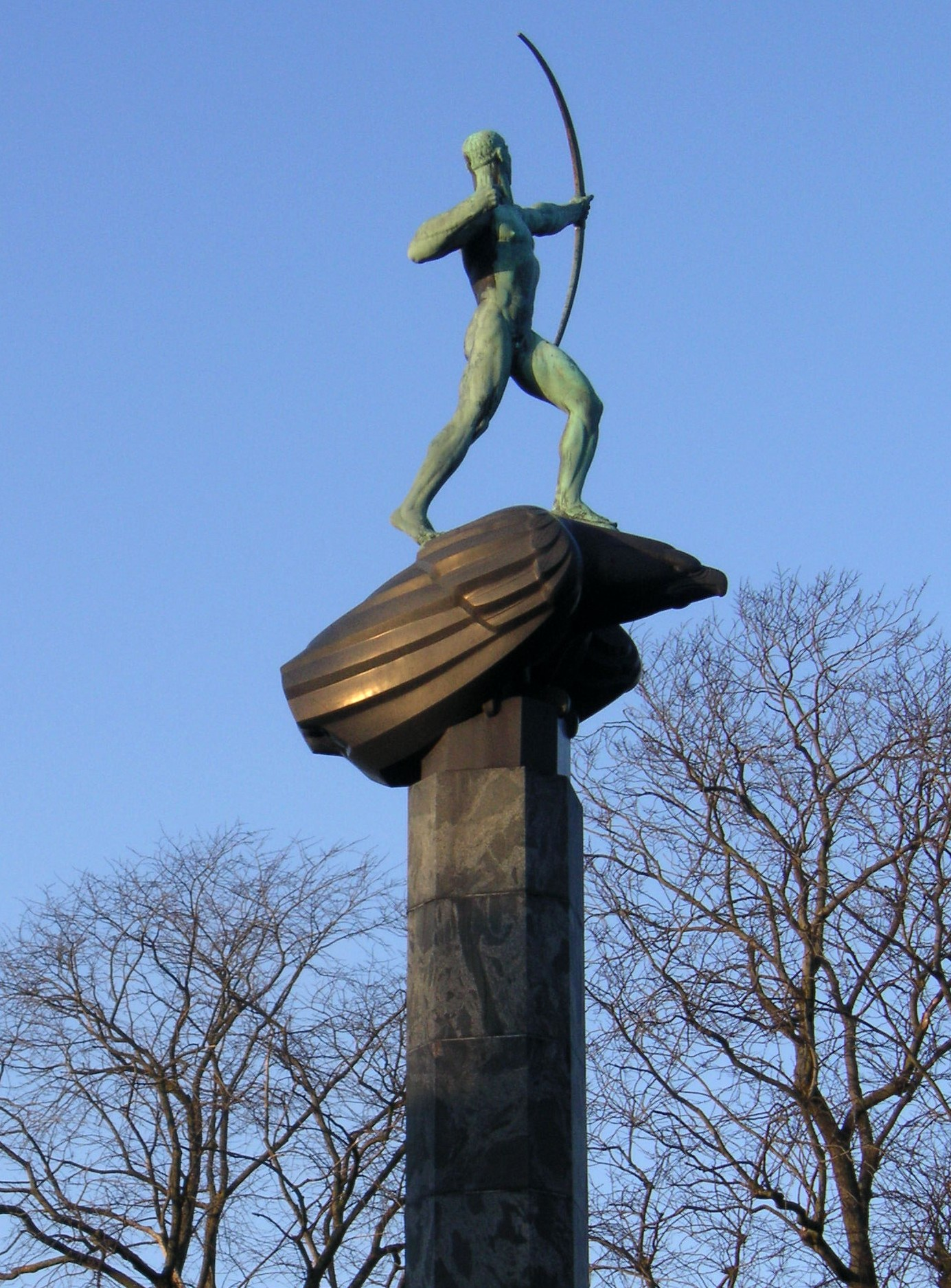
"Bågskytten" vid Liljevalchs.

Bågskytten är en skulptur av Carl Milles som står på en hög granitkolonn utanför Liljevalchs konsthall på Södra Djurgården i Stockholm.

## Beskrivning

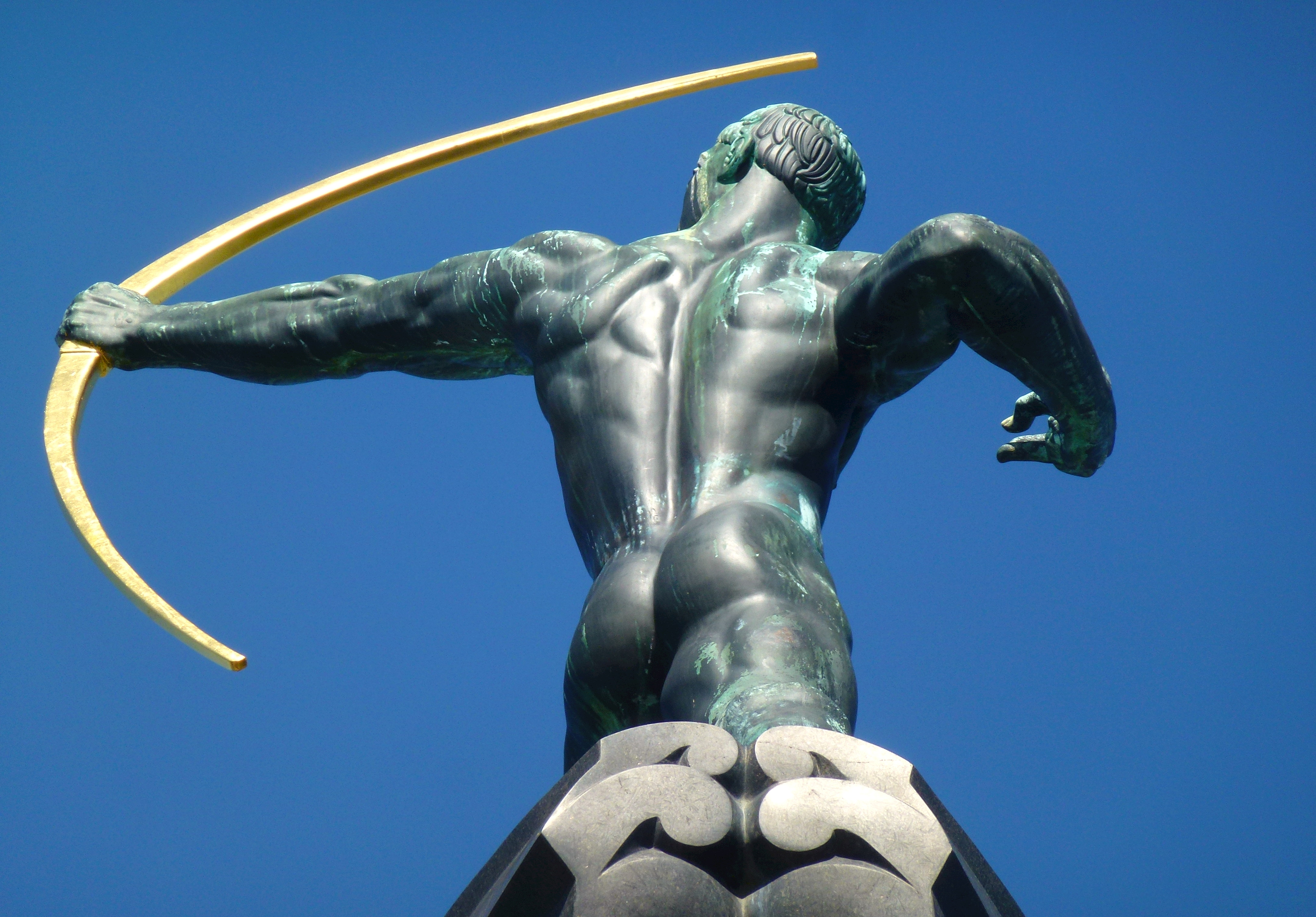
"Bågskytten" vid Liljevalchs.

Skulpturen Bågskytten är en 12 meter hög granitkolonn som bär upp en örn av diabas. På örnens rygg står en atletisk mansfigur i brons med spänd pilbåge och siktar på ett mål i fjärran. Örnen som mannen står på är däremot mycket stiliserad.
Skulpturen skapades av Carl Milles  1913-1919 och invigdes i skissform 1 mars 1916, i slutgiltig form uppsattes den vid Liljevalchs konsthall i maj 1919. Skissen finns på Millesgården och en mindre variant av Bågskytten blev redan 1913 uppställd på Waldemarsudde vid Ferdinand Bobergs utställningshall (fasad mot söder). 
Skytten är en stjärnbild på södra stjärnhimlen, men delvis synlig från Sverige. Enligt den grekiska mytologin är det guden Pans son, Krotos, som har givit namn till stjärnbilden Skytten. Krotos var jägare och mycket god skytt och har uppfunnit pilbågen. Örnen är guden Zeus fågel och den har också givit namn till en stjärnbild på norra stjärnhimlen, Örnen. Örnen, en urgammal symbol för kraft, var ett av Milles favoritmotiv.